# برزیل در المپیک تابستانی ۲۰۰۰
برزیل در بازی‌های المپیک تابستانی ۲۰۰۰ که در شهر سیدنی استرالیا برگزار شد، کاروان برزیل با ۲۰۵ ورزشکار در این رقابت‌ها شرکت کرد و موفق به کسب ۱۲ مدال (۰ طلا، ۶ نقره، ۶ برنز) شد. در جدول رتبه‌بندی توزیع مدال‌ها، برزیل در ردهٔ ۵۳ مسابقات قرار گرفت.